# Gulf Air
Gulf Air (Arabisch: طيران الخليج,  Ṭayarān al-Ḫalīǧ) is de nationale luchtvaartmaatschappij van Bahrein, opgericht in 1950. Het voert vluchten uit op Afrika, Azië, Australië, Europa, het Midden-Oosten en de Verenigde Staten. De basis is Bahrain International Airport. Gulf Air is ook de hoofdsponsor van de Formule 1-race in Bahrein.

## Geschiedenis
De Gulf Aviation Company werd op 24 maart 1950 opgericht. De British Overseas Aircraft Corporation (BOAC), een voorloper van British Airways, was bijna vanaf het begin een belangrijke aandeelhouder in de luchtvaartmaatschappij. In 1970 werd een internationale lijndienst op Londen opgestart met de Vickers VC-10. In 1973 namen de overheden van Abu Dhabi, Bahrein, Oman en Qatar de aandelen van BOAC over. De naam werd gewijzigd in Gulf Air en het werd de nationale luchtvaartmaatschappij van deze vier Golfstaten. In 1976 kwamen de eerste Lockheed L-1011 TriStars and B737s bij de vloot; in dat jaar telde de onderneming 4.000 werknemers. In 1981 werd het lid van de IATA. Vanwege de snelle groei van de vloot en bestemmingen werd in 2004 voor het eerst meer dan 7,5 miljoen passagiers vervoerd. In september 2005 trok Abu Dhabi zich terug als aandeelhouder en Oman volgde in mei 2007. Gulf Air is nu voor 100% in handen van Bahrein via Bahrain Mumtalakat Holding Company.

## Codes
- IATA-code: GF
- ICAO-code: GFA
- Callsign: Gulf Air

## Vloot
| Type            | Aantal | Bestellingen | Aantal passagiers |
| --------------- | ------ | ------------ | ----------------- |
| Airbus A320-200 | 16     | 0            | 136               |
| Airbus A330-200 | 6      | 0            | 215               |
| Airbus A321-200 | 6      | 0            | 141               |
| Totaal          | 28     | 0            |                   |